# Ријенци
Ријенци, последњи трибун је опера немачког композитора Рихарда Вагнера. Либрето је написао сам композитор према истоименом роману Булвер-Литона. Премијерно је изведена 20. октобра 1842. у дрезденској Дворској опери. Дириговао је Карл Готлиб Рајсигер.
Ријенци је Вагнерова трећа завршена опера, која се међу његовим делима истиче због атипичног стила и саме дужине (премијера у Дрездену је трајала преко шест сати, али је упркос томе добро примљена). Вагнер се касније стидео овог дела, али је оно ипак било популарно све до његове смрти. Премијера Ријенција је била први Вагнеров велики успех, који је уследио након катастрофалног извођења Забране љубави.
Опера је инспирисана животом Коле ди Ријенција, личности из средњовековне италијанске политике.

## Лица
- Кола Ријенци, папски нотаријус, тенор.
- Ирена, његова сестра, сопран.
- Стефано Колона, глава породице Колона, бас.
- Адријано, његов син, мецосопран.
- Паоло Орсини, глава породице Орсини, баритон.
- Рајмондо, папски легат, бас.
- Барончели, римски грађанин, тенор.
- Чеко дел Векио, римски грађанин, баритон.
- Гласник мира, сопран.
- Амбасадори, племићи, свештеници, монаси, војници, гласници, народ.

## Синопсис
Радња се одвија у Риму, у 14. веку.

### Чин први
Улица ноћу, у позадини се види Латеранска црква. Паоло Орсини покушава да отме Ирену, Ријенцијеву сестру. Она вришти упомоћ и Адријано, који је у њу заљубљен, долази да је брани. Адријано је син Стефана Колоне, главе још једне моћне породице. Народ се окупља; неки стају на страну Колона, неки Орсинија, и долази до борбе. Ријенци улази импозантно, окончавајући немир својом самом појавом, и изјављује како намерава да уједини Рим и начини га величанственим.
Ријенци грли своју сестру и Адријану изражава своје чуђење да је члан породице Колона спасио сестру. Кад Адријана упита коме је заиста одан, овај одговара да жели да искупи своју породицу због убиства Ријенцијевог брата. Он се, међутим, двоуми, а Ријенцијев план га брине. Ријенци тврди да под његовим вођством Римљани могу да постану уистину племенити и слободни, али Адријано се плаши да ће Ријенци Рим довести до пропасти. Иако такође жели да се придржава закона, Ријенција упозорава да су његови планови превише одважни и да ће се окончати крвопролићем. Упркос свом противљењу, међутим, Адријано одлучује да подржи Ријенција, који му поверава Ирену и одлази.
Сами, Адријано и Ирена изјављују да ће њихова љубав опстати чак и ако се свет око њих оконча у катастрофи. Адријано јој поверава своје страхове и предвиђа Ријенцијев пад, како ће га народ издати, а племство казнити што је био превише одважан. Призор се завршава удаљеним звуком труба.
Стиже гласник. Зора је. Из цркве се чују оргуље, а јавност се окупља. Ријенци, у богатом оклопу, појављује се пред народом, који пада на колена. У његовој пратњи је Рајмондо, папски легат. Врата Латеранске цркве се отварају, а народ ентузијастично поздравља Ријенција, који најављује да ће, као заштитник Рима, водити бригу о слободи грађана и ревносно спроводити закон. Грађани поздрављају Ријенција као свог јунака и новог трибуна који ће их ослободити и заклињу се на оданост.

### Чин други
Дворана у Капитолу. Ријенци улази величанствено обучен у пратњи сенатора, међу којима су Барончели и Чеко. Гласници обавештавају Ријенција о свом путовању по римској земљи и изјављују да је она мирна и слободна. Колона, Орсини, сенатори и племићи поздрављају новог трибуна, који тврди да му није стало до сопствене славе, него до слободе и славе Рима. Ријенци затим одлази са сенаторима.
Орсинија и Колону разгневљује Ријенцијева гордост, и док њих двојица разговарају, племићи почињу да их слушају. Народ обожава Ријенција јер га је овај опчинио; називају га демагогом. Колона и Орсини не могу да толеришу чињеницу да је Ријенци - обичан плебејац - постигао толику моћ. Осећајући се угроженима, племићи се придружују Орсинију и Колони у ковању завере против Ријенција и спремању убиства које ће бити извршено на предстојећој гозби. Стиже Адријано и захтева да му открију своје намере; они му откривају да ће убити Ријенција на гозби. Адријано одлучује да се супротстави својој породици и стане уз Ријенција.
Спремљена је гозба, на којој Ријенци поздравља политичаре и племиће из читаве Италије. Адријано га дискретно упозорава да ће бити издан. Почиње извођење дела које осликава Брутову освету за Лукрецијину смрт и његово ослобађање Рима од тиранина Тарквинија. Током представе Орсини прилази Ријенцију и покушава да га убоде, али Ријенција спашава оклоп који је носио испод одела. Ријенци опрашта Орсинију упркос противљењу својих племића, који проклињу његову милост, плашећи да ће му се сурово осветити.

### Чин трећи
Римски трг у рушевинама. Оглашавају се звона, а дивље руље испуњавају трг. Траже Ријенција; племићи су напустили град. Ријенци се појављује и понавља обећање да ће бранити слободу Рима и на тај начин подстиче народ на рат. Маса га подржава и изражава намеру да га следи.
Долази Адријано; очајан је због своје подељене оданости. Он чује звуке рата и стиже наоружана руља. Адријано пожури да помири своју породицу и Ријенција.
Ријенци одлази у бој окружен монасима и својим сународницима, налажући им да чувају закон и слободу. Адријано моли Ријенција да попусти, али овај одбија да га послуша. Адријано остаје са Иреном и говори јој како Ријенција убија његове људе. Улазе ратници, а Ријенци се поздравља са Иреном. На општи ужас бива донесено тело Стефана Колоне и других, а Адријано проклиње Ријенција и судбину која ће га заувек одвојити од Ирене. Упркос свему, Ријенци одлази победоносно.

### Чин четврти
Ноћу, на улици испред Латеранске цркве, Барончели тајно обавештава остале грађане да су немачке дипломате заувек напустиле Рим. Ријенци је са Немцима посвађан око избора римског цара. Барончели извештава како је и кардинал отишао, па је због тога Колона и био обећао папи како ће користити своју моћ да брани цркву. Барончели сматра да је Ријенци опростио Колони само зато да би навео племство да га следи и тиме издао народ. Долази Адријано, који Ријенција проглашава недостојним моћи коју поседује и заклиње се на освету. 
Ријенци, који спрема гозбу да прослави своју победу, славно улази. Почиње церемонија, а процесија се приближава. Ријенци је са Иреном. Племићи глуме понизност пред Ријенцијем, који се спрема да уђе у цркву, али га у томе спречавају завереници. Рајмондо проклиње њега и све који су му верни. Ријенци их срамоти циљајући на њихов патриотизам и тражи од њих да верују у њега. Неискрено и лицемерно га поздраве као трибуна. Ријенци, међутим, је заплашен када из цркве зачује Те Деум. Рајмондо долази и не дозвољава му да уђе у цркву. Врата се затварају, а на њима је закуцана папска була којом се Ријенцију забрањује приступ цркви. Адријано говори Ирени како су Ријенци и сви његови следбеници проклети и тражи од ње да побегне с њим, али Ирена одлучује да остане с Ријенцијем, који је и даље чврст у својој намери да Риму донесе славу.

### Чин пети
У дворани Капитола, Ријенци се моли Богу да му да снагу да уједини Рим и заврши свој величанствени план. Долази Ирена и грли га, а Ријенци јој говори о свом сну да прослави Рим. Иако је заљубљена у Адријана, кога Ријенци захтева да се она одрекне, Ирена остаје са братом. Ријенци одлази.
Прерушени Адријано се ушуња, подсећа Ирену на своју љубав и обавештава је да намерава да изда Ријенција. Упозорава је да је Ријенци луд, а ако га она прати, и сама је луда. 
Трг испред Капитола. Руље се скупљају носећи бакље и спремају да послушају заповест цркве. Народ се побунио против Ријенција, који се појављује на балкону у оклопу и наређује да се смире. Народ захтева да се Ријенци каменује и одбија да се сети његове старе славе. Барончели их убеђује да више не слушау Ријенција, а руља пали Капитол. Док Ријенци виче како су Римљани срамотни и недостојни свог наслеђа, пламен гута Капитол. Грлећи се, Ирена и Ријенци нестају у ватри. Капитол се руши, затрпавајући и Адријана.